# Rich Little
Richard Caruthers "Rich" Little, född 26 november 1938 i Ottawa, Ontario, är en kanadensisk-amerikansk imitatör, komiker och röstskådespelare. Little, ibland kallad "The Man of a Thousand Voices", har bland annat medverkat i Laugh-In, The Carol Burnett Show och The Dean Martin Celebrity Roast.

## Filmografi i urval
- 1965–1974 – The Dean Martin Show (TV-serie)
- 1968–1972 – Laugh-In (TV-serie) (TV Series)
- 1969–1973 – Love, American Style (TV-serie)
- 1969–1978 – The Pink Panther Show (TV-serie)
- 1970 – Mannix (TV-serie) (TV Series)
- 1970–1974 – The Carol Burnett Show (TV-serie)
- 1971 – Under samma tak (TV-serie)
- 1971 – Here's Lucy (TV-serie)
- 1974–1984 – The Dean Martin Celebrity Roast (TV-serie)
- 1975–1976 – The Rich Little Show (TV-serie)
- 1977 – Hawaii Five-O (TV-serie)
- 1977 – Mupparna (TV-serie)
- 1978 – A Christmas Carol (TV-film)
- 1978–1983 – Fantasy Island (TV-serie)
- 1980–1984 – Kärlek ombord (TV-serie)
- 1982 – Jakten på Rosa Pantern
- 1983 – Rosa Panterns förbannelse
- 1988 – Mord och inga visor (TV-serie)
- 1988 – Alf (TV-serie)
- 1990 – MacGyver (TV-serie)
- 1996 – The Nanny (TV-serie)
- 2000 – Futurama (TV-serie)
- 2006 – The Story of Light Entertainment (TV-serie) (Dokumentär)
- 2017 – Norm Macdonald Live (TV-serie)